# Kuntala
Kuntala (en telugú: కుంటాల) es una localidad de la India, en el distrito de Adilabad, estado de Telangana.

## Geografía
Se encuentra a una altitud de 366 m s. n. m. a 279 km de la capital estatal, Hyderabad, en la zona horaria UTC +5:30.